# Rejectaria amicalis
Rejectaria amicalis là một loài bướm đêm trong họ Noctuidae.